# Cyclostremiscus mohicanus
Cyclostremiscus mohicanus is een slakkensoort uit de familie van de Tornidae. De wetenschappelijke naam van de soort is voor het eerst geldig gepubliceerd in 2012 door Simone.